# Francità
El francità (occità: [fransi'ta], francès: francitan [fʁɑ̃si'tɑ̃]) és una varietat híbrida entre francès (varietat dominant) i occità (varietat dominada) que representa de fet l'estadi intermediari, i gairebé final, d'assimilació lingüística dels occitanòfons. Se'l considera sovint com una mena de francès regional.

## Localització geogràfica
Aquesta varietat, anomenada algunes vegades francès meridional es retroba a tot l'espai occità, a desgrat de les diferències i variacions bastant importants segons les zones. Així la parla de la zona de Marsella no sona igual que la de Tolosa de Llenguadoc o de Llemotges.

## Els locutors
Aquesta manera de parlar, vinculada a l'accent dit meridional, varia segons els indrets. El fet de parlar amb l'accent comporta certs prejudicis que poden presentar un obstacle seriós per l'ascens social. Així al món dels mitjans de comunicació només es tolera l'accent meridional per a comentar els esdeveniments esportius, sobretot el rugbi. A la publicitat s'usa essencialment per a reproduir els estereotips propagats per l'obra de l'escriptor Marcel Pagnol.
Palesament el francità és més freqüent a les zones rurals i entre les generacions més grans tot i que a algunes capitals com Marsella, la força de la identitat local incita a la reivindicació del francità provençal.
Com d'altres varietats de transició cap a l'anivellament lingüístic de la llengua dominant, el francità podria representar, almenys en part, la pronunciació de les elits locals de temps enrere, com per exemple amb la pronúncia de la -e final en [ə] que va desaparèixer del francès estàndard ja fa alguns segles.

## Característiques principals
No existeixen característiques generals a tot el territori occità tot i que els trets més usuals del francità són els següents (més usuals a la zona meridional, de la Gascunya fins a la Provença):
- Absència de vocals nasals. Així: pain ('pa') s'hi pronuncia ['pɛŋ] (amb una nasal més o menys marcada segons l'indret) en lloc de [pɛ̃]. Aquest fenomen és un dels trets més acusats i estigmatitzats d'aquest francès regional i genera imitacions burlesques dels forasters com l'exclamació ['kɔŋ(g)] per con! (expressió molt usada a alguns ròdols com a Tolosa). A aquestes parles, contràriament al francès general es manté la diferència entre brin ('bri') i brun ('bru, moreno') neutralitzada sovint en ['bʁɛ̃] a la parla parisenca.
- Pronunciació de la "e" final. Així baguette [baˈɡɛt] es pronuncia [baˈɡɛtə] (i potser [baˈɡɛtɘ] o [baˈɡɛtø]), la qual cosa facilita l'aprenentatge de llengües amb accent mòbil i alhora la recuperació de l'occità.
- Presència de vocals obertes en síl·laba tancada final. Ex: dôme ('dom') ['dɔmə] en lloc de ['dom] o rose ('rosa') ['ʁɔzə] en comptes de ['ʁoz] i l'absència de vocals obertes en síl·laba oberta. Ex: près ['pʁɛ] es pronuncia ['pʁe], lait ['lɛ] hi és ['le].
- Pronunciació d'una "-r-" vibrant [ɾ] o [r] en lloc de la [ʁ]. Aquest és un tret que ha gairebé desaparegut avui excepte en el cas de persones de més de 60 anys a les zones rural que sovint encara tenen l'occità com a llengua dominant.

- Un lèxic específic (molt variable segons la regió).

Ex: caguer (de cagar) en lloc de chier, péguer (de pegar, 'enganxar'), pégous (de pegós, 'apegalós')... Aquesta conservació és més forta al lèxic de la beguda (s'empéguer (cap a Provença), se bander (a Llenguadoc) per 'emborratxar-se'), de les festes o tradicions locals (cursa camarguesa, ajustes…)
- Algunes paraules d'origen occità fins i tot han envaït el francès com per exemple l'expressió qu'es aquò? ('què és això') sovint escrita quézaco o més recentment pichon [pi'tʃu] o pichonet ('petit').

## Revalorització nostàlgica
D'ençà el final dels anys 80, s'ha anat produint una recuperació i revalorització d'aquest francès meridional, la qual cosa ha general una literatura bastant important amb títols que sovint comencen per "Le parler de" ('La parla de') com ara Le parler marseillais de Robert Bouvier (1985), Le parler camarguais de Michèle Poveda-Armanet (1994) o Le parler du Languedoc et des Cévennes de Cristià Camps, 